# Monohelea albiclavatoris
Monohelea albiclavatoris är en tvåvingeart som beskrevs av Tokunaga och Murachi 1959. Monohelea albiclavatoris ingår i släktet Monohelea och familjen svidknott. Inga underarter finns listade i Catalogue of Life.